# Slaget vid Köge bukt (1710)
Slaget vid Köge bukt, den 24−27 september 1710, var ett sjöslag mellan Sverige och Danmark under stora nordiska kriget. Svenskarnas avsikt var att genskjuta en dansk trupptransport av förhyrda fartyg med 6 000 ryska soldater från Gdańsk till Själland. Transporten hade tidigare skingrats av dåligt väder, varvid en del kommit fram till Køge bugt medan resten återvänt till Gdańsk.
Den danska styrkan under Gyldenløve låg till ankars i Køge bugt och trodde inledningsvis att den svenska styrkan var den väntade transportflottan. När misstaget upptäcktes kapade man ankartågen och kryssade upp mot svenskarna. Ett danskt skepp, Dannebroge fattade eld och exploderade. Dannebroges befälhavare, kommendörkapten Ivar Huitfeldt, stupade. Två svenska linjeskepp, Tre Kronor och Prinsessan Ulrika Eleonora gick på grund, övergavs och brändes.  14 handelsfartyg drev upp på land och brändes av svenskarna sedan besättningarna räddats. Hård vind avbröt striden varefter alla ankrade. 
Från Östersjön kom under tiden resterna av den väntande transportflottan seglande och hamnade i armarna på svenskarna som brände de danska handelsfartygen, medan de från andra länder förhyrda fartygen fick löpa. Den 27 september bedarrade stormen, men någon strid återupptogs inte. Från svensk synpunkt var uppdraget att hindra landstigning av ryska trupper i Skåne uppnått, medan vidare aktion mot den danska flottan på grunda vatten syntes riskfylld, varför flottan återgick till Ystad. Den danska flottan återgick till Köpenhamn för vinteravrustning. 

## Deltagande skepp

### Danmark
Elephant 90 (flagskepp)
Fredericus IV 110
Christianus V 100
Dannebroge 94 
Justitia 90
Norske Løve 84
Mars 80
Tre Løver 78
Prinds Christian 76
Sophia Hedvig 76
Wenden 72
Dronning Louisa 70
Haffru 70
Beskjermer 64
Ebenetzer 64
Charlotte Amalia 60
Svan 60
Anna Sophia 60
Fredericus III 56
Oldenborg 52
Sværdfisk 52
Tomler 52
Nelleblad 52
Fyen 50
Delmenhorst 50
Island 50

### Sverige
Göta Lejon 90 (flagskepp)
Enigheten 94
Tre Kronor 86 
Wenden 82
Sverige 82
Prinsessan Hedvig 80
Prinsessan Ulrika 80 
Gota 76
Nordstjernan 76
Prins Carl 76
Prins Carl Fredrik 72
Småland 70
Karlskrona 70
Skåne 68
Bremen 64
Fredrika Amalia 62
Westmanland 62
Pommern 56
Södermanland 56
Wachtmeister 56
Werden 54
Ett antal brännare